# Liste der Orte im Landkreis Ludwigsburg
Die Liste der Orte im Landkreis Ludwigsburg führt die geographisch getrennten Orte (Ortsteile, Stadtteile, Dörfer, Weiler, Höfe, (Einzel-)Häuser) im Landkreis Ludwigsburg auf.

## Systematische Liste
Alphabet der Städte und Gemeinden mit den zugehörigen Orten.
| - Affalterbach mit dem Dorf Affalterbach, den Weilern Steinächle und Wolfsölden und das Gehöft Birkachhof. - Asperg mit der Stadt Asperg und den Wohnplätzen Altach, Hohenasperg, Lehenfeld, Osterholz, Schöckinger und Silberhälden. - Benningen am Neckar mit dem Dorf Benningen am Neckar. - Besigheim mit den Stadtteilen Besigheim und Ottmarsheim. - Zu Besigheim die Stadt Besigheim und der Weiler Husarenhof. - Zu Ottmarsheim das Dorf Ottmarsheim. - Bietigheim-Bissingen mit den Stadtteilen Bietigheim und Bissingen an der Enz. - Zu Bietigheim die Stadt Bietigheim, der Ort Metterzimmern, die Siedlung Kammgarnspinnerei und die Höfe Bleiche, Waldhof und Wilhelmshof. - Zu Bissingen an der Enz das Dorf Bissingen an der Enz, der Ort Untermberg, das Gehöft Schellenhof und die Wohnplätze Elektrizitätswerk und Schleifmühle. - Bönnigheim mit den Stadtteilen Bönnigheim, Hofen und Hohenstein. - Zu Bönnigheim die Stadt Bönnigheim und der Wohnplatz Burgermühle. - Zu Hofen das Dorf Hofen. - Zu Hohenstein das Dorf Hohenstein. - Ditzingen mit den Stadtteilen Ditzingen, Heimerdingen, Hirschlanden und Schöckingen. - Zu Ditzingen die Stadt Ditzingen, die Höfe Grüner Baum und Lerchenhöfe und die Wohnplätze Ferbermühle, Maurener Berg, Oberes Glemstal, Ölberg, Steinröhre, Tonmühle und Zechlesmühle. - Zu Heimerdingen das Dorf Heimerdingen. - Zu Hirschlanden das Dorf Hirschlanden. - Zu Schöckingen das Dorf Schöckingen und der Wohnplatz Talmühle. - Eberdingen mit den Gemeindeteilen Eberdingen, Hochdorf und Nussdorf. - Zu Eberdingen das Dorf Eberdingen. - Zu Hochdorf das Dorf Hochdorf. - Zu Nussdorf das Dorf Nussdorf und die Wohnplätze Sonnenberg und Sorgenmühle. - Erdmannhausen mit dem Dorf Erdmannhausen und dem Wohnplatz Bugmühle. - Erligheim mit dem Dorf Erligheim. - Freiberg am Neckar mit den Stadtteilen Beihingen am Neckar, Geisingen am Neckar und Heutingsheim. - Zu Beihingen am Neckar das Dorf Beihingen am Neckar. - Zu Geisingen am Neckar das Dorf Geisingen am Neckar. - Zu Heutingsheim das Dorf Heutingsheim und der Wohnplatz Rosenau. - Freudental mit dem Dorf Freudental. - Gemmrigheim mit dem Dorf Gemmrigheim, den Höfen Heinzenberg, Liebensteiner Weg und Vogelsang und den Wohnplätzen Pumpwerk und Wasen. - Gerlingen mit der Stadt Gerlingen, den Stadtteilen Gehenbühl und Schillerhöhe und den Wohnplätzen Bopser, Forchenrain, Gerlinger Heide, Glemstal, Krummbachtal und Stöckach. - Großbottwar mit den Stadtteilen Großbottwar, Hof und Lembach und Winzerhausen. - Zu Großbottwar die Stadt Großbottwar, der Weiler Sauserhof und der Wohnplatz Benzenmühle. - Zu Hof und Lembach das Dorf Hof und Lembach. - Zu Winzerhausen das Dorf Winzerhausen und der Weiler Holzweilerhof. - Hemmingen mit dem Dorf Hemmingen und den Wohnplätzen Hagmühle, Rohrsperg und Sägmühle. - Hessigheim mit dem Dorf Hessigheim. - Ingersheim mit den Gemeindeteilen Großingersheim und Kleiningersheim. - Zu Großingersheim das Dorf Großingersheim. - Zu Kleiningersheim das Dorf Kleiningersheim, das Gehöft Talhof und der Wohnplatz Kleiningersheimer Mühle. - Kirchheim am Neckar mit dem Dorf Kirchheim am Neckar und dem Gehöft Römerhof. - Korntal-Münchingen mit den Stadtteilen Korntal und Münchingen. - Zu Korntal die Stadt Korntal. - Zu Münchingen das Dorf Münchingen, der Stadtteil Kallenberg und der Wohnplatz Mauer. - Kornwestheim mit der Stadt Kornwestheim, der Siedlung Pattonville (auch zu Remseck am Neckar) und dem Wohnplatz Am Sonnenberg. - Löchgau mit dem Dorf Löchgau, dem Weiler Weißenhof und dem Gehöft Petershöfe. - Ludwigsburg mit den Stadtteilen Ludwigsburg, Neckarweihingen und Poppenweiler. - Zu Ludwigsburg die Stadt Ludwigsburg, die Stadtteile Eglosheim, Grünbühl, Hoheneck, Oßweil und Pflugfelden, das Schloss Favoriteschloß, Schloss und Gehöft Harteneck, Domäne und Schloss Monrepos und die Wohnplätze Auf der Schanz, Bahnhof Favoritepark, Forsthaus, Kugelberg, Mäurach, Oberwiesen, Ölmühle und Osterholz. - Zu Neckarweihingen das Dorf Neckarweihingen und das Gehöft Makenhof. - Zu Poppenweiler das Dorf Poppenweiler. | - Marbach am Neckar mit den Stadtteilen Marbach am Neckar und Rielingshausen. - Zu Marbach am Neckar die Stadt Marbach am Neckar, der Stadtteil Hörnle, der Weiler Siegelhausen und die Wohnplätze Dampfkraftwerk, Eichgraben und Häldenmühle. - Zu Rielingshausen das Dorf Rielingshausen und der Weiler Hinterbirkenhof. - Markgröningen mit den Stadtteilen Markgröningen und Unterriexingen. - Zu Markgröningen die Stadt Markgröningen, die Weiler Schönbühlhof und Talhausen, die ehemalige Domäne Aichholzhof, die Höfe Eichholzer Klinge, Lettenbödle, Münchinger Weg, Schwieberdinger Weg und Tammer See sowie die Wohnplätze Bruckmühle und Unteres Schafhaus, Hurst und Landesheim, Obere Mühle und Raisershaus, Ölmühle, Papiermühle, Rotenacker, Spitalmühle und Untere Mühle. - Zu Unterriexingen das Dorf Unterriexingen und die Häuser auf dem Hohberg. - Möglingen mit dem Dorf Möglingen. - Mundelsheim mit dem Dorf Mundelsheim, dem Weiler Schreyerhof und dem Wohnplatz Ziegelhütte. - Murr mit dem Dorf Murr und dem Gehöft Sonnenhof. - Oberriexingen mit der Stadt Oberriexingen und dem Wohnplatz Schloßberg. - Oberstenfeld mit den Gemeindeteilen Gronau und Oberstenfeld. - Zu Gronau das Dorf Gronau und der Weiler Prevorst. - Zu Oberstenfeld das Dorf Oberstenfeld und Schloss und Gehöft Lichtenberg. - Pleidelsheim mit dem Dorf Pleidelsheim, dem Gehöft Sonnenhof und dem Wohnplatz Kraftwerke. - Remseck am Neckar mit den Stadtteilen Aldingen am Neckar, Hochberg, Hochdorf am Neckar, Neckargröningen, Neckarrems und Pattonville (auch zu Kornwestheim, der Remsecker Teil früher zum Stadtteil Aldingen). - Zu Aldingen am Neckar das Dorf Aldingen am Neckar und das Gehöft Sonnenhof, früher auch der Remsecker Teil der Siedlung Pattonville (heute Stadtteil von Remseck). - Zu Hochberg das Dorf Hochberg. - Zu Hochdorf am Neckar das Dorf Hochdorf am Neckar. - Zu Neckargröningen das Dorf Neckargröningen. - Zu Neckarrems das Dorf Neckarrems und das Gehöft Remseck. - Sachsenheim mit den Stadtteilen Großsachsenheim, Häfnerhaslach, Hohenhaslach, Kleinsachsenheim, Ochsenbach und Spielberg. - Zu Großsachsenheim die Stadt Großsachsenheim, der Weiler Egartenhof und der Wohnplatz Eichwald. - Zu Häfnerhaslach das Dorf Häfnerhaslach. - Zu Hohenhaslach das Dorf Hohenhaslach, herzogliche Domäne und Weiler Rechentshofen und der Wohnplatz Kelterle. - Zu Kleinsachsenheim das Dorf Kleinsachsenheim und der Wohnplatz Obere Mühle. - Zu Ochsenbach das Dorf Ochsenbach und der Wohnplatz Bromberg. - Zu Spielberg das Dorf Spielberg. - Schwieberdingen mit dem Dorf Schwieberdingen, dem Weiler Hardthof, dem Gehöft Nippenburg und dem Wohnplatz Neumühle. - Sersheim mit dem Dorf Sersheim. - Steinheim an der Murr mit den Stadtteilen Höpfigheim, Kleinbottwar und Steinheim an der Murr. - Zu Höpfigheim das Dorf Höpfigheim. - Zu Kleinbottwar das Dorf Kleinbottwar, der Weiler Forsthof und Schloss und Gehöft Schaubeck. - Zu Steinheim an der Murr das Dorf Steinheim an der Murr, die Weiler Lehrhof und Vorderbirkenhof und das Gehöft Buchhof. - Tamm mit dem Dorf Tamm und den Weilern Fißlerhof und Hohenstange. - Vaihingen an der Enz mit den Stadtteilen Aurich, Ensingen, Enzweihingen, Gündelbach, Horrheim, Kleinglattbach, Riet, Roßwag und Vaihingen an der Enz. - Zu Aurich das Dorf Aurich. - Zu Ensingen das Dorf Ensingen. - Zu Enzweihingen das Dorf Enzweihingen, der Weiler Pulverdingen, das Gehöft Leinfelder Hof und die Wohnplätze Neumühle und Rieter Tal. - Zu Gündelbach das Dorf Gündelbach und die herzogliche Domäne Steinbachhof. - Zu Horrheim das Dorf Horrheim. - Zu Kleinglattbach das Dorf Kleinglattbach. - Zu Riet das Dorf Riet. - Zu Roßwag das Dorf Roßwag und der Wohnplatz Seemühle. - Zu Vaihingen an der Enz die Stadt Vaihingen an der Enz. - Walheim mit dem Dorf Walheim. |

## Alphabetische Liste
In Fettschrift erscheinen die Orte, die namengebend für die Gemeinde sind, in Kursivschrift Einzelhäuser, Häusergruppen, Burgen, Schlösser und Höfe. Zusätzliche bestehende kleine Orte nach der Quelle www.leo-bw.de werden dort in aller Regel nicht wie in der Listengrundlage nach Weiler/Siedlung/Wohnplatz usw. differenziert, sondern einheitlich als Wohnplatz klassifiziert, dieser Ortsteiltyp wird hier entsprechend kursiviert übernommen.
| - Affalterbach - Aichholzhof zu Markgröningen - Aldingen am Neckar zu Remseck am Neckar - Altach zu Asperg - Am Sonnenberg zu Kornwestheim - Asperg - Auf der Schanz zu Ludwigsburg - Aurich zu Vaihingen an der Enz - Bahnhof Favoritepark zu Ludwigsburg - Beihingen am Neckar zu Freiberg am Neckar - Benningen am Neckar - Benzenmühle zu Großbottwar - Besigheim - Bietigheim zu Bietigheim-Bissingen - Birkachhof zu Affalterbach - Bissingen an der Enz zu Bietigheim-Bissingen - Bleiche zu Bietigheim-Bissingen - Bönnigheim - Bopser zu Gerlingen - Bromberg zu Sachsenheim - Bruckmühle und Unteres Schafhaus zu Markgröningen - Buchhof zu Steinheim an der Murr - Bugmühle zu Erdmannhausen - Burgermühle zu Bönnigheim - Dampfkraftwerk zu Marbach am Neckar - Ditzingen - Eberdingen - Egartenhof zu Sachsenheim - Eglosheim zu Ludwigsburg - Eichgraben zu Marbach am Neckar - Eichholzer Klinge zu Markgröningen - Eichwald zu Sachsenheim - Elektrizitätswerk zu Bietigheim-Bissingen - Ensingen zu Vaihingen an der Enz - Enzweihingen zu Vaihingen an der Enz - Erdmannhausen - Erligheim - Favoriteschloß zu Ludwigsburg - Ferbermühle zu Ditzingen - Fißlerhof zu Tamm - Forchenrain zu Gerlingen - Forsthaus zu Ludwigsburg - Forsthof zu Steinheim an der Murr - Freudental - Gehenbühl zu Gerlingen - Geisingen am Neckar zu Freiberg am Neckar - Gemmrigheim - Gerlingen - Gerlinger Heide zu Gerlingen - Glemstal zu Gerlingen - Gronau zu Oberstenfeld - Großbottwar - Großingersheim zu Ingersheim - Großsachsenheim zu Sachsenheim - Grünbühl zu Ludwigsburg - Grüner Baum zu Ditzingen - Gündelbach zu Vaihingen an der Enz - Häfnerhaslach zu Sachsenheim - Hagmühle zu Hemmingen - Häldenmühle zu Marbach am Neckar - Hardthof zu Schwieberdingen - Harteneck zu Ludwigsburg - Heimerdingen zu Ditzingen - Heinzenberg zu Gemmrigheim - Hemmingen - Hessigheim - Heutingsheim zu Freiberg am Neckar - Hinterbirkenhof zu Marbach am Neckar - Hirschlanden zu Ditzingen - Hochberg zu Remseck am Neckar - Hochdorf zu Eberdingen - Hochdorf am Neckar zu Remseck am Neckar - Hof und Lembach zu Großbottwar - Hofen zu Bönnigheim - Hohenasperg zu Asperg - Hoheneck zu Ludwigsburg - Hohenhaslach zu Sachsenheim - Hohenstange zu Tamm - Hohenstein zu Bönnigheim - Holzweilerhof zu Großbottwar - Höpfigheim zu Steinheim an der Murr - Hörnle zu Marbach am Neckar - Horrheim zu Vaihingen an der Enz - Hurst zu Markgröningen - Husarenhof zu Besigheim - Kallenberg zu Korntal-Münchingen - Kammgarnspinnerei zu Bietigheim-Bissingen - Kelterle zu Sachsenheim - Kirchheim am Neckar - Kleinbottwar zu Steinheim an der Murr - Kleinglattbach zu Vaihingen an der Enz - Kleiningersheim zu Ingersheim - Kleiningersheimer Mühle zu Ingersheim - Kleinsachsenheim zu Sachsenheim - Korntal zu Korntal-Münchingen - Korntal-Münchingen - Kornwestheim - Kraftwerke zu Pleidelsheim - Krummbachtal zu Gerlingen - Kugelberg zu Ludwigsburg - Landesheim zu Markgröningen - Lehenfeld zu Asperg - Lehrhof zu Steinheim an der Murr - Leinfelder Hof zu Vaihingen an der Enz - Lerchenhöfe zu Ditzingen - Lettenbödle zu Markgröningen - Lichtenberg zu Oberstenfeld - Liebensteiner Weg zu Gemmrigheim - Löchgau - Ludwigsburg | - Makenhof zu Ludwigsburg - Marbach am Neckar - Markgröningen - Mauer zu Korntal-Münchingen - Mäurach zu Ludwigsburg - Maurener Berg zu Ditzingen - Metterzimmern zu Bietigheim-Bissingen - Möglingen - Monrepos zu Ludwigsburg - Münchingen zu Korntal-Münchingen - Mundelsheim - Murr - Neckargröningen zu Remseck am Neckar - Neckarrems zu Remseck am Neckar - Neckarweihingen zu Ludwigsburg - Neumühle zu Schwieberdingen - Neumühle zu Vaihingen an der Enz - Nippenburg zu Schwieberdingen - Nussdorf zu Eberdingen - Obere Mühle zu Markgröningen - Obere Mühle zu Sachsenheim - Oberes Glemstal zu Ditzingen - Oberriexingen - Oberstenfeld - Oberwiesen zu Ludwigsburg - Ochsenbach zu Sachsenheim - Ölberg zu Ditzingen - Ölmühle zu Ludwigsburg - Ölmühle zu Markgröningen - Oßweil zu Ludwigsburg - Osterholz zu Asperg - Osterholz zu Ludwigsburg - Ottmarsheim zu Besigheim - Papiermühle zu Markgröningen - Pattonville zu Kornwestheim und Remseck am Neckar - Petershöfe zu Löchgau - Pflugfelden zu Ludwigsburg - Pleidelsheim - Poppenweiler zu Ludwigsburg - Prevorst zu Oberstenfeld - Pulverdingen zu Vaihingen an der Enz - Pumpwerk zu Gemmrigheim - Raisershaus zu Markgröningen - Rechentshofen zu Sachsenheim - Remseck zu Remseck am Neckar - Rielingshausen zu Marbach am Neckar - Riet zu Vaihingen an der Enz - Rieter Tal zu Vaihingen an der Enz - Rohrsperg zu Hemmingen - Römerhof zu Kirchheim am Neckar - Rosenau zu Freiberg am Neckar - Roßwag zu Vaihingen an der Enz - Rotenacker zu Markgröningen - Sägmühle zu Hemmingen - Sauserhof zu Großbottwar - Schaubeck zu Steinheim an der Murr - Schellenhof zu Bietigheim-Bissingen - Schillerhöhe zu Gerlingen - Schleifmühle zu Bietigheim-Bissingen - Schloßberg zu Oberriexingen - Schöckingen zu Ditzingen - Schöckinger zu Asperg - Schönbühlhof zu Markgröningen - Schreyerhof zu Mundelsheim - Schwieberdingen - Seemühle zu Vaihingen an der Enz - Sersheim - Siegelhausen zu Marbach am Neckar - Silberhälden zu Asperg - Sonnenberg zu Eberdingen - Sonnenhof zu Murr - Sonnenhof zu Pleidelsheim - Sonnenhof zu Remseck am Neckar - Sorgenmühle zu Eberdingen - Spielberg zu Sachsenheim - Spitalmühle zu Markgröningen - Steinächle zu Affalterbach - Steinbachhof zu Vaihingen an der Enz - Steinheim an der Murr - Steinröhre zu Ditzingen - Stöckach zu Gerlingen - Talhausen zu Markgröningen - Talhof zu Ingersheim - Talmühle zu Ditzingen - Tamm - Tammer See zu Markgröningen - Tonmühle zu Ditzingen - Untere Mühle zu Markgröningen - Unteres Schafhaus zu Markgröningen - Untermberg zu Bietigheim-Bissingen - Unterriexingen zu Markgröningen - Vaihingen an der Enz - Vogelsang zu Gemmrigheim - Vorderbirkenhof zu Steinheim an der Murr - Waldhof zu Bietigheim-Bissingen - Walheim - Wasen zu Gemmrigheim - Weißenhof zu Löchgau - Wilhelmshof zu Bietigheim-Bissingen - Winzerhausen zu Großbottwar - Wolfsölden zu Affalterbach - Zechlesmühle zu Ditzingen - Ziegelhütte zu Mundelsheim |